# Linda Dallmann
Pour les articles homonymes, voir Dallmann.
Linda Dallmann, née le 2 septembre 1994 à Dinslaken, est une footballeuse internationale allemande, qui joue au poste d'attaquante au Bayern Munich.

## Statistiques
Le tableau ci-dessous retrace la carrière de Linda Dallmann depuis ses débuts :

### En club
| Saison                | Club                  | Championnat           | Championnat | Championnat | Coupe(s) nationale(s) | Coupe(s) nationale(s) | Compétition(s) continentale(s) | Compétition(s) continentale(s) | Compétition(s) continentale(s) | Total | Total |
| Saison                | Club                  | Division              | M.          | B.          | M.                    | B.                    | Comp.                          | M.                             | B.                             | M.    | B.    |
| 2010-2011             | Bayer 04 Leverkusen   | Bundesliga            | 1           | 0           | -                     | -                     | -                              | -                              | -                              | 1     | 0     |
| Sous-total            | Sous-total            | Sous-total            | 1           | 0           | 0                     | 0                     | -                              | -                              | -                              | 1     | 0     |
| 2011-2012             | SGS Essen             | Bundesliga            | 22          | 2           | -                     | -                     | -                              | -                              | -                              | 22    | 2     |
| 2012-2013             | SGS Essen             | Bundesliga            | 21          | 2           | 1                     | 1                     | -                              | -                              | -                              | 22    | 3     |
| 2013-2014             | SGS Essen             | Bundesliga            | 22          | 6           | 5                     | 3                     | -                              | -                              | -                              | 27    | 9     |
| 2014-2015             | SGS Essen             | Bundesliga            | 21          | 2           | 2                     | 2                     | -                              | -                              | -                              | 23    | 4     |
| 2015-2016             | SGS Essen             | Bundesliga            | 22          | 1           | 2                     | 0                     | -                              | -                              | -                              | 24    | 1     |
| 2016-2017             | SGS Essen             | Bundesliga            | 16          | 2           | 2                     | 0                     | -                              | -                              | -                              | 18    | 2     |
| 2017-2018             | SGS Essen             | Bundesliga            | 21          | 12          | 4                     | 4                     | -                              | -                              | -                              | 25    | 16    |
| 2018-2019             | SGS Essen             | Bundesliga            | 12          | 1           | 1                     | 0                     | -                              | -                              | -                              | 13    | 1     |
| Sous-total            | Sous-total            | Sous-total            | 157         | 28          | 17                    | 10                    | -                              | -                              | -                              | 174   | 38    |
| 2019-2020             | Bayern Munich         | Bundesliga            | 21          | 10          | 1                     | 0                     | C1                             | 4                              | 0                              | 26    | 10    |
| 2020-2021             | Bayern Munich         | Bundesliga            | 21          | 4           | 4                     | 1                     | C1                             | 8                              | 3                              | 33    | 8     |
| 2021-2022             | Bayern Munich         | Bundesliga            | 19          | 7           | 4                     | 0                     | C1                             | 6                              | 2                              | 29    | 9     |
| 2022-2023             | Bayern Munich         | Bundesliga            | 11          | 6           | 3                     | 3                     | C1                             | 4                              | 3                              | 18    | 12    |
| 2023-2024             | Bayern Munich         | Bundesliga            | 12          | 3           | 1                     | 0                     | C1                             | 5                              | 0                              | 18    | 3     |
| Sous-total            | Sous-total            | Sous-total            | 84          | 30          | 13                    | 4                     | -                              | 27                             | 8                              | 124   | 42    |
| Total sur la carrière | Total sur la carrière | Total sur la carrière | 242         | 58          | 30                    | 14                    | -                              | 27                             | 8                              | 299   | 80    |

### Buts internationaux
Les statistiques sont issues de la DFB
| Dallmann - Buts pour l'Allemagne | Dallmann - Buts pour l'Allemagne | Dallmann - Buts pour l'Allemagne | Dallmann - Buts pour l'Allemagne | Dallmann - Buts pour l'Allemagne | Dallmann - Buts pour l'Allemagne | Dallmann - Buts pour l'Allemagne                       |
| #                                | Date                             | Lieu                             | Adversaire                       | But                              | Résultat                         | Compétition                                            |
| -------------------------------- | -------------------------------- | -------------------------------- | -------------------------------- | -------------------------------- | -------------------------------- | ------------------------------------------------------ |
| 1.                               | 9 avril 2017                     | Erfurt, Allemagne                | Canada                           | 2–1                              | 2–1                              | Amical                                                 |
| 2                                | 4 juillet 2017                   | Sandhausen, Allemagne            | Brésil                           | 1–0                              | 3-1                              | Amical                                                 |
| 3                                | 10 avril 2018                    | Domžale, Slovénie                | Slovénie                         | 4–0                              | 4–0                              | Qualifications Coupe du Monde Féminine de la FIFA 2019 |
| 4                                | 6 octobre 2018                   | Essen, Allemagne                 | Autriche                         | 2–1                              | 3-1                              | Amical                                                 |
| 5                                | 6 avril 2019                     | Stockholm, Suède                 | Suède                            | 2–0                              | 2–1                              | Amical                                                 |

## Palmarès

### En club
- Bayern Munich
  - Championnat d'Allemagne (2)
    - Champion :2021 et 2023

### En sélection
- Coupe du monde féminine de football des moins de 20 ans : Vainqueur 2014
- Championnat d'Europe féminin de football des moins de 17 ans : troisième place 2011

- Équipe du Allemagne
  - Championnat d'Europe
    - Finaliste : 2022